# Boina
Uma boina é uma cobertura para a cabeça, subtipo do boné, geralmente feita de lã e sem aba de origem bearnense. É um chapéu feito de feltro macio ou de lã tricotada e feltrada, de formato circular e plano, geralmente enfeitado com uma coroa interna de couro. As boinas tradicionalmente foram usadas pelos camponeses do País Basco.
A produção em massa de boinas começou na Espanha e na França do século XIX e a boina continua associada a esses países. As boinas são usadas como parte do uniforme de muitas unidades militares e policiais em todo o mundo, bem como por outras organizações. Além do uso militar, a boina está também associada aos pintores e é um complemento do traje típico dos escoceses. No Rio Grande do Sul, a boina muitas vezes substitui o chapéu do gaúcho. É também um acessório de moda largamente utilizado pelas mulheres. Ela adapta-se à volta da cabeça, muitas vezes é puxada para um dos lados, e a sua coroa mole pode ser formatada de uma série de maneiras.

## História
A arqueologia e a história da arte indicam que uma cobertura semelhante à boina moderna tem sido usado desde a Idade do Bronze em todo o norte da Europa e no extremo sul, até a antiga Creta e a Itália, onde foi usado pelos minóicos, etruscos e romanos. Esse acessório tem sido popular entre a nobreza e os artistas de toda a Europa ao longo da história moderna.
A boina de estilo basco era a cobertura tradicional dos pastores aragoneses e navarros dos vales Ansó e Roncal dos Pirenéus, uma cordilheira que divide o sul da França do norte da Espanha. A produção comercial de boinas de estilo basco começou no século XVII na área de Oloron-Sainte-Marie, no sul da França. Originalmente um artesanato local, a fabricação de boinas foi industrializada no século XIX. A primeira fábrica, Beatex-Laulhere, reivindica registros de produção que datam de 1810. Na década de 1920, as boinas eram associadas às classes trabalhadoras em uma parte da França e da Espanha, e em 1928 mais de 20 fábricas francesas e algumas fábricas espanholas e italianas produziam milhões de boinas.
Na moda ocidental, homens e mulheres usam a boina desde a década de 1920 como roupa esportiva e, mais tarde, como uma declaração de moda. A boina se ajusta perfeitamente à cabeça e pode ser "modelada" de várias maneiras — nas Américas ela é comumente usada empurrada para o lado. Na América Central e do Sul, o costume local geralmente prescreve a maneira de usar a boina; não existe uma regra universal e os cavalheiros mais velhos costumam usá-lo quadrado na cabeça, projetando-se para a frente.
As boinas de uniforme militar apresentam uma faixa para a cabeça ou faixa de suor presa à lã, feita de couro, seda ou fita de algodão, às vezes com cordão que permite ao usuário apertar o boné. Os cordões são, de acordo com o costume, amarrados, cortados ou enfiados, e até mesmo deixados pendurados. A boina costuma ser adornada com um emblema de boné, seja em tecido ou metal. Algumas boinas têm um pedaço de entretela ou outro reforço na posição onde o distintivo deve ser usado. As boinas geralmente não são forradas, mas muitas são parcialmente forradas com seda ou cetim. Nas boinas militares, a faixa é usada do lado de fora; boinas militares geralmente têm faixas externas de couro, couro sintético ou fita. A boina tradicional (também usada por unidades militares selecionadas, como os Chasseurs Ardennais belgas ou os Chasseurs Alpins franceses), geralmente tem a "faixa de suor" dobrada para dentro. Nesse caso, essas boinas têm apenas cerca de uma polegada adicional do mesmo material de lã projetado para ser dobrado para dentro. Os estilos mais recentes de boinas feitas de lã polar também são populares.

## Tradições e variantes nacionais

### País Basco
As boinas passaram a ser popularizadas em toda a Europa e outras partes do mundo como típicos chapéus bascos, conforme refletido em seu nome em vários idiomas (por exemplo, béret basque em francês; Baskenmütze em alemão; Basco em italiano; Tascu/Birritta em siciliano; ou baskeri em finlandês), enquanto os próprios bascos usam as palavras txapela ou boneta. São muito populares e comuns no País Basco. As cores adotadas nos trajes folclóricos variavam de acordo com a região e a finalidade: o preto e o azul são usados com mais frequência do que o vermelho e o branco, que costumam ser usados nas festividades locais. O povo de Aragão e do País Basco adotou boinas vermelhas, enquanto a boina preta tornou-se a cobertura comum dos trabalhadores na Espanha e na França.
Uma grande boina preta comemorativa é o troféu habitual em competições desportivas ou bertso, incluindo os desportos rurais bascos, as porções bascas do Tour de France e a Volta Ciclista ao País Basco. Pode conter referências ornamentais costuradas à conquista ou concurso.

### França

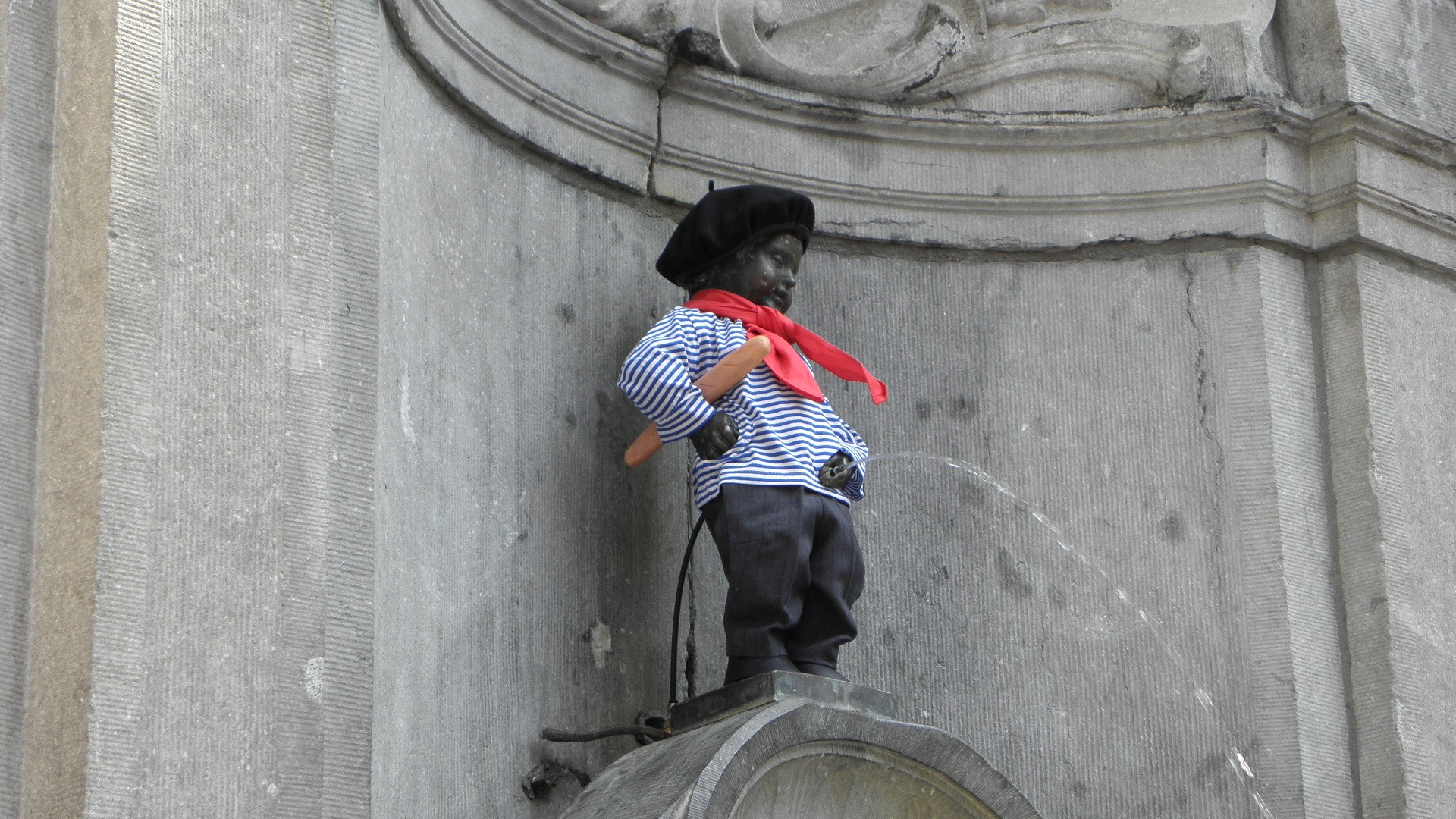
Estátua vestida no estereótipo francês típico: boina preta, lenço vermelho, camisa listrada azul-e-branco e a baguete debaixo do braço.

A boina preta já foi considerada o boné nacional da França nos países anglo-saxões e faz parte da imagem estereotipada do Onion Johnny; um francês vestido com uma boina preta, um lenço vermelho no pescoço e uma camiseta listrada de marinheiro vendendo cebolas. Já não é tão usado como antes, mas continua a ser um forte sinal de identidade local no sudoeste da França. Quando os franceses querem se imaginar como "o típico francês médio" na França ou em um país estrangeiro, muitas vezes usam esse estereótipo dos países anglo-saxões. No filme de comédia francês Le Trou normand rodado após a Segunda Guerra Mundial na Normandia, o herói usa boné no início do filme, mas depois troca por uma boina, para parecer "mais francês". Mais tarde, uma senhora o procura na aldeia e pergunta a todos: "Vocês viram alguém de boina passando...?"
Existem hoje três fabricantes de boinas na França; a Laulhère (que adquiriu o antigo fabricante Blancq-Olibet em fevereiro de 2014) fabrica boinas desde 1840. A Manufacture de Bérets é um pequeno fabricante artesanal francês de boinas na cidade bearnesa de Oloron-Sainte-Marie, que foi montada por Denis Guedon, o antigo diretor técnico da Lauthère. E a Le Béret Français, baseada na vila bearnesa de Laàs. A boina ainda continua sendo um forte símbolo da identidade única do sudoeste da França e é usada durante a celebração de eventos tradicionais. Uma das razões do salvamento da Lauthare pelo Cargo Group foi a importância cultural da boina francesa.

### Espanha

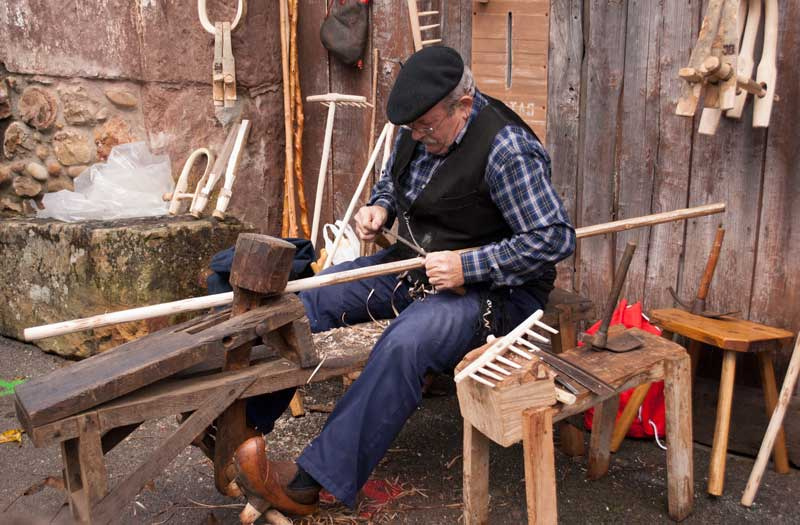
Artesão cantábrico usando boina.

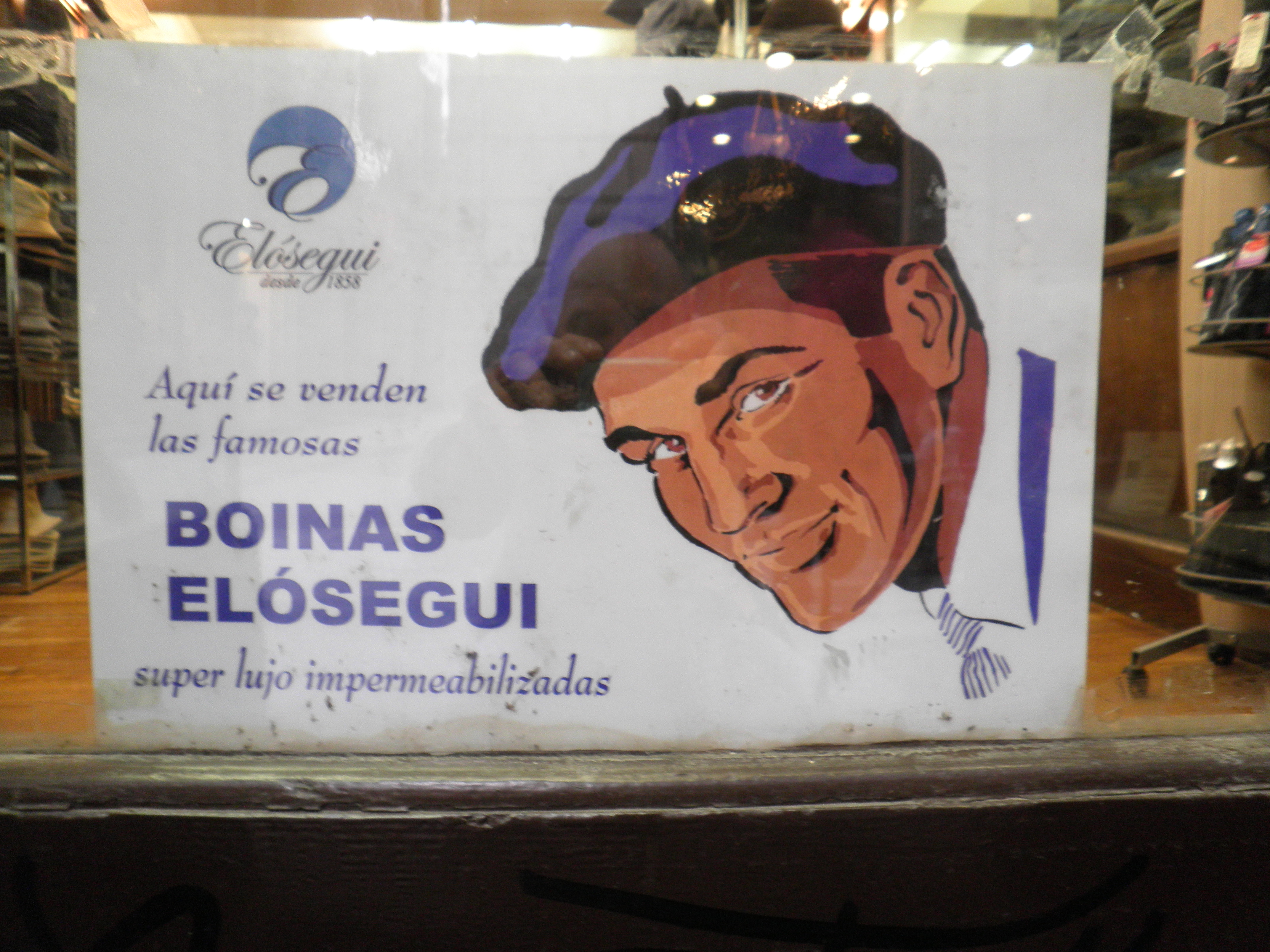
Publicidade das Boinas Elósegui.

Na Espanha, o adereço é geralmente conhecido como boina e às vezes também como bilbaína ou bilba. Eles já foram chapéus masculinos comuns nas áreas norte, na Cornija Cantábrica, e centro do país na Meseta Central. Sendo usados nas regiões de:
- Castela (norte e sul),
- Aragão,
- Navarra,
- Leão,
- País Basco,
- Cantábria,
- Astúrias,
- Extremadura e
- Galiza.

As primeiras áreas a usá-lo foram o País Basco, Navarra, Aragão e Castela, mas o seu uso espalhou-se pela maior parte da Espanha durante o século XIX. Em toda a Espanha acabou se tornando um estereótipo da população rural, muitas vezes com conotações negativas de grosseria e falta de cultura, encontradas em expressões como "paleto de boina a rosca" ("um caipira com uma boina aparafusada"), o que tem reduzido ainda mais o número de usuários de boina. Atualmente apenas um grande fabricante permanece no país, localizado em Tolosa, no País Basco: as Boinas Elósegui.

### Escócia

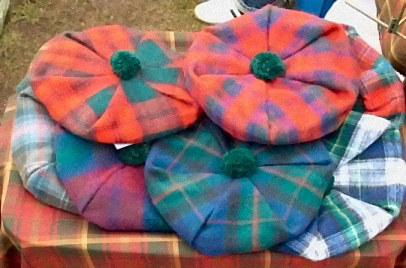
Boinas escocesas, conhecidas como tam o'shanters.

Existem várias variantes escocesas da boina, nomeadamente a boina escocesa ou Bluebonnet (originalmente bonaid em gaélico), cuja cocar de fita e penas identificam o clã e a posição do usuário. O famoso tam o'shanter é uma boina larga que pode ser quadriculada no padrão tartã e contém um grande pompom no centro. Seu nome é uma homenagem a Tam o'Shanter, o herói do poema de mesmo nome de Robert Burns. Outro tipo escocês é a boina listrada chamada de boné de Kilmarnock ou boné de Balmoral, e também com um grande pompom no centro.
O tam o'shanter foi usado como moda por homens e mulheres e como cobertura oficial de unidades militares. O derivado do tam o' shanter conhecido como tam ou boné tam, tornou-se um acessório da moda feminina a partir do início da década de 1920. Seguiu as tendências de chapéus mais justos e de empréstimos da moda masculina. No campo militar, além das tropas escocesas, unidades aliadas também foram vestidas com essas boinas, tais como a banda de gaita de foles da Polícia de Hong Kong — que usou uma versão preta e vermelha. Algumas tropas francesas enviadas para a Indochina após a rendição japonesa foram equipadas com boinas tam o'shanters dos estoques da índia Britânica.

### Rastafáris
Os adeptos do movimento rastafári costumam usar uma boina preta muito grande feita de malha ou crochê com círculos vermelhos, dourados e verdes no topo de seus dreadlocks. O estilo é muitas vezes erroneamente chamado de kufi, em homenagem ao solidéu conhecido como kufune. Eles consideram a boina e os dreadlocks símbolos da aliança bíblica de Deus com o seu povo escolhido, os “israelitas negros”. Este estilo de chapéu também é conhecido como rastacap.

## Origem da boina militar

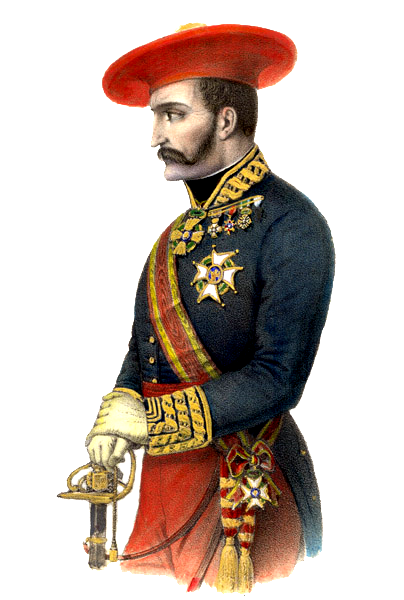
O general espanhol Tomás de Zumalacárregui, com sua boina vermelha.

As boinas foram usadas pela primeira vez como cobertura militar na década de 1830, durante a Primeira Guerra Carlista, onde teriam sido importadas do sul da França pelas forças liberais em 1833, mas ficaram famosas pelo opositor General Tomás de Zumalacárregui, que ostentava uma boina branca ou vermelha com longa borla, que passou a ser um emblema da causa carlista. Esta boina grande tornou-se popular nas tropas argentinas e uruguaias na Guerra do Paraguai, especialmente em tropas de voluntários e de cavalaria. O Batalhão Florida era a única unidade uruguaia com uniforme distinto, com uma blusa azul de corte simples "carlista" com guarnição escarlate e a boina vermelha com borla de renda dourada da coroa.
Os Caçadores Alpinos franceses foram, em 1889, a primeira força militar a usar uma boina, de cor azul escura. Esta boina notavelmente grande, é apelidada Tarte (torta) pelo seu tamanho e formato, e é larga o bastante para que o soldado possa esquentar os seus pés. Depois de observar a prática francesa durante a Primeira Guerra Mundial, o general britânico Hugh Elles propôs a boina para uso do recém-formado Regimento Real de Tanques (Royal Tank Regiment, RTR), que precisava de um acessório de cabeça que permanecesse no lugar enquanto o militar entrava e saía das pequenas escotilhas dos tanques. Eles foram aprovados para uso pelo Rei George V em 1924. Outra possível origem da boina RTR é que ela foi sugerida a Alec Gatehouse por Eric Dorman-Smith. Enquanto os dois oficiais serviam em Sandhurst em 1924, Gatehouse, que havia sido transferido para o Royal Tank Corps, e recebeu a tarefa de projetar uma cobertura prática para o novo corpo. Dorman-Smith viajou pela Espanha, incluindo a região basca, com seu amigo Ernest Hemingway durante os últimos anos, e adquiriu uma boina basca preta durante suas viagens.

"As especificações eram que deveria proteger o cabelo dos homens do óleo de um tanque, mas não ocupar espaço no interior apertado, e ele conduziu Gatehouse direto para seu quarto. Pendurada na parede estava sua boina basca de Pamplona. Ele arremessou-a e Gatehouse experimentou-a cuidadosamente. O desenho da boina foi adotado..."
Durante a Segunda Guerra Mundial, elas tinham cores diferentes, para diferenciar os militares que as usavam. A boina militar dos Caçadores das Ardenas belgas era verde; as tripulações dos carros de combate alemães usavam uma preta; os Caçadores Alpinos franceses mantinham o azul-escuro; e os voluntários espanhóis da Divisão Azul usavam uma boina vermelha. A boina RTR preta ficou famosa pelo Marechal Bernard Montgomery, que a usava com vários distintivos — o único a fazê-lo.

### Boina militar em Portugal

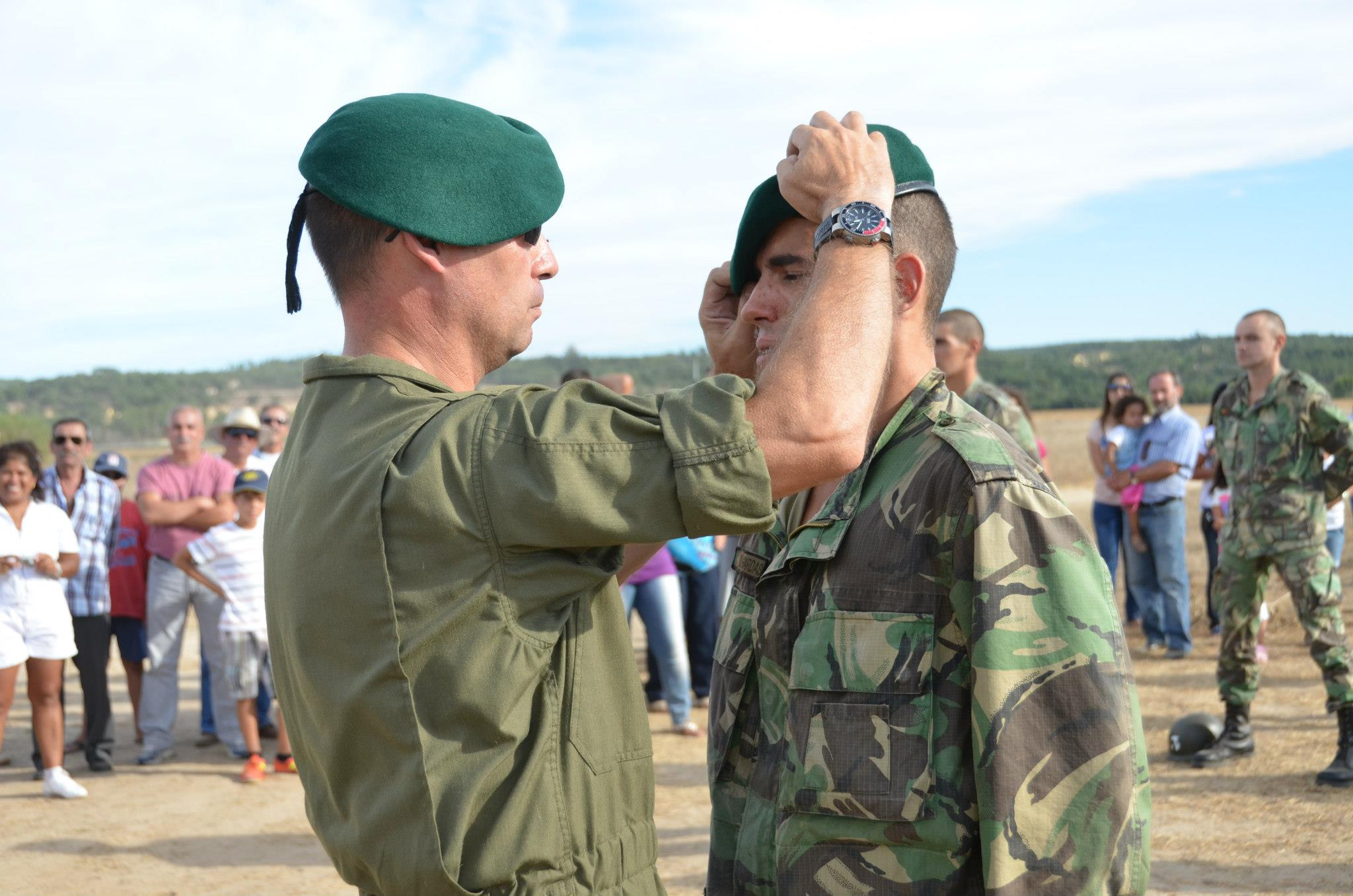
Imposição de boina a um Paraquedista português, no final do Curso de Paraquedismo.

A primeira unidade militar a usar boina em Portugal foram as Tropas Paraquedistas, em 1956, aquando a sua criação, na Força Aérea. O Exército só adotou a boina (para as suas unidades de Caçadores Especiais) em 1960. São ou foram usadas as seguintes boinas militares:
- Boina verde escuro (verde caçador-paraquedista) — Tropas Paraquedistas;[27][28]
- Boina azul — Polícia Aérea;
- Boina castanha — inicialmente apenas Caçadores Especiais, depois boina genérica do Exército Português;
- Boina negra — tropas da Arma de Cavalaria (com excepção dos militares qualificados como Paraquedistas ou Comandos), incluindo a Polícia do Exército;
- Boina vermelho vivo — Comandos (a partir de 1974);

- Boina verde claro (verde musgo) — Operações Especiais (a partir de 1982);
- Boina azul ferrete — Fuzileiros Navais
- Boina negra com uma faixa verde — Regimento de Infantaria da Guarda Nacional Republicana
- Boina verde escuro — Comandos Territoriais de Infantaria da Guarda Nacional Republicana
- Boina bege — Grupo de Intervenção de Proteção e Socorro da Guarda Nacional Republicana
- Boina camuflada (fora de uso) — 3ª Companhia de Comandos (Guiné) e Força de Flechas da PIDE/DGS,
- Boina amarela (fora de uso) — Grupos Especiais de Moçambique
- Boina vermelho grená (fora de uso) — Grupos Especiais Paraquedistas de Moçambique
- Boina branca (fora de uso) — Formações Aéreas Voluntárias

### Boina civil em Portugal
- Boina preta — Guardas-Noturnos
- Boina azul escuro — Corpo de Intervenção da Polícia de Segurança Pública Força Especial de Bombeiros (canarinhos) Corpo Nacional de Escutas (Escuteiros) Autoridade Nacional de Proteção Civil (Comandos Distritais e Comando Nacional)
- Boina verde — Grupo de Operações Especiais da Polícia de Segurança Pública
- Boina azul claro — Corpo de Segurança Pessoal da Polícia de Segurança Pública
- Boina negra — Corpo da Guarda Prisional
- Boina carmesim — Unidades de Socorro da Cruz Vermelha Portuguesa

### Boina militar no Brasil

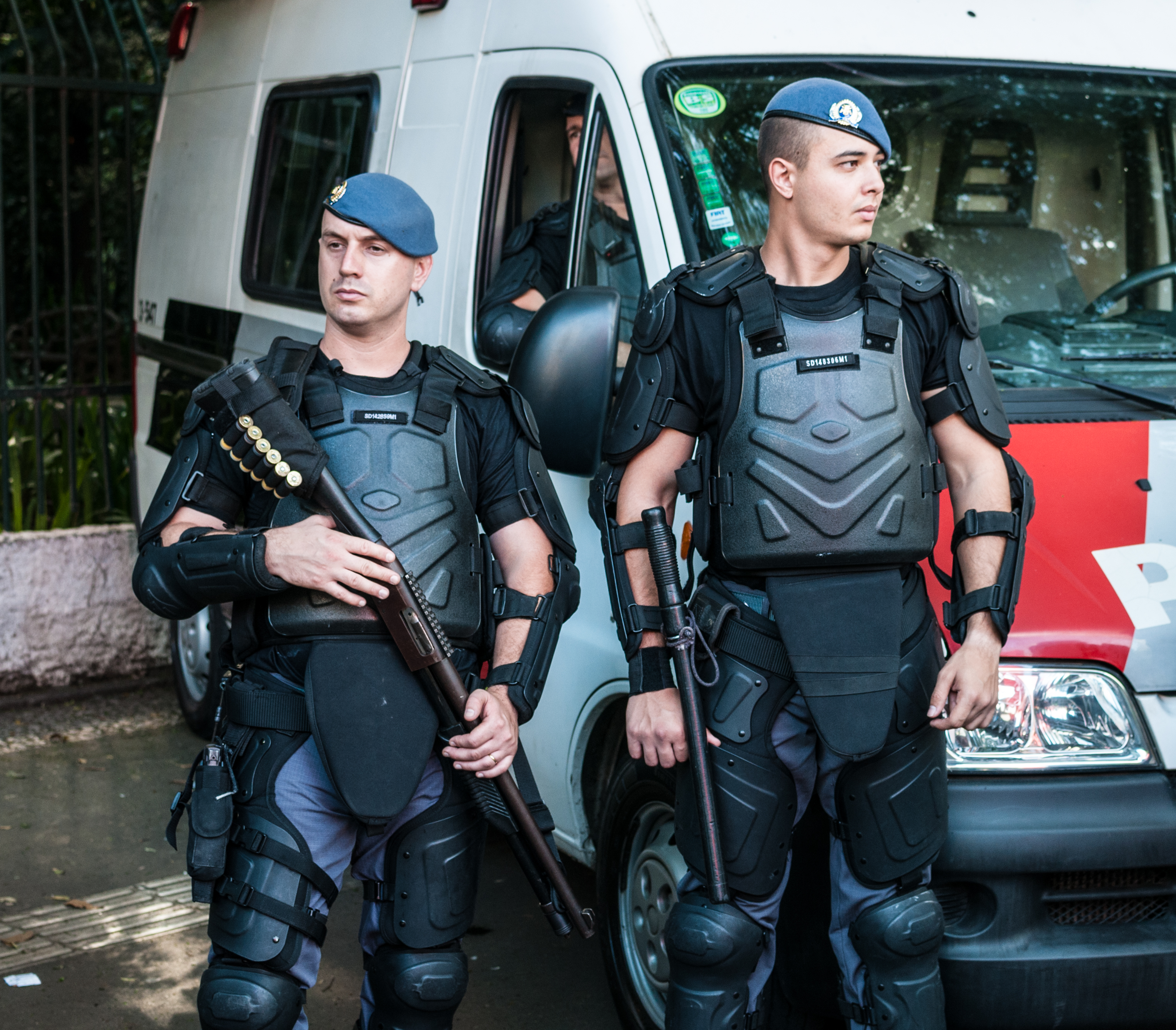
Policias da PMESP com equipamento de Choque e usando boinas na Avenida Paulista, 2016.

- Boina verde-oliva: padrão do Exército Brasileiro a partir de meados dos anos 80.
- Boina azul-ferrete: cadetes da Academia Militar das Agulhas Negras (AMAN), alunos da Escola Preparatória de Cadetes do Exército (ESPECEX), do Centro de Preparação de Oficiais da Reserva (CPOR), do Núcleo de Preparação de Oficiais da Reserva (NPOR), da Escola de Sargentos das Armas (ESA) e do Instituto Militar de Engenharia (IME).
- Boina bordô: usada pelos integrantes da Brigada de Infantaria Paraquedista, foi adotada a partir do ano de 1964 como primeira unidade a fazer uso da boina no exército brasileiro ao longo dos anos, houve diversas mudanças de padrão de cor e do distintivo até o final dos anos 80 quando o EB adotou um único distintivo para todas as suas boinas.
- Boina Rajada: usada pelas unidades do comando militar da Amazônia CMA. Obs.: Antes da adoção da boina verde para uso geral nos anos 70 e 80 as unidades do comando militar da Amazônia fazia uso da boina verde oliva, até a sua substituição para a boina rajada.
- Boina garança: utilizada por alunos dos colégios militares (todavia estes não são considerados oficialmente militares).
- Boina preta: usada por militares pertencentes a unidades unidades blindadas ou mecanizadas.
- Boina castanha: Brigada de Operações Especiais. Obs.: Boina esta já extinta.
- Boina cinza: usada por militares pertencentes a unidade especializada em infantaria de montanha (extinta).
- Boina azul-ultramar: usada por militares pertencentes ao Comando de Aviação do Exército.
- Boina bege: usadas por militares pertencentes a unidades aeromóveis.
- Boina azul-celeste: usada por militares que compõe as missões de paz das Nações Unidas no exterior.

## Galeria de usuários de boina famosos

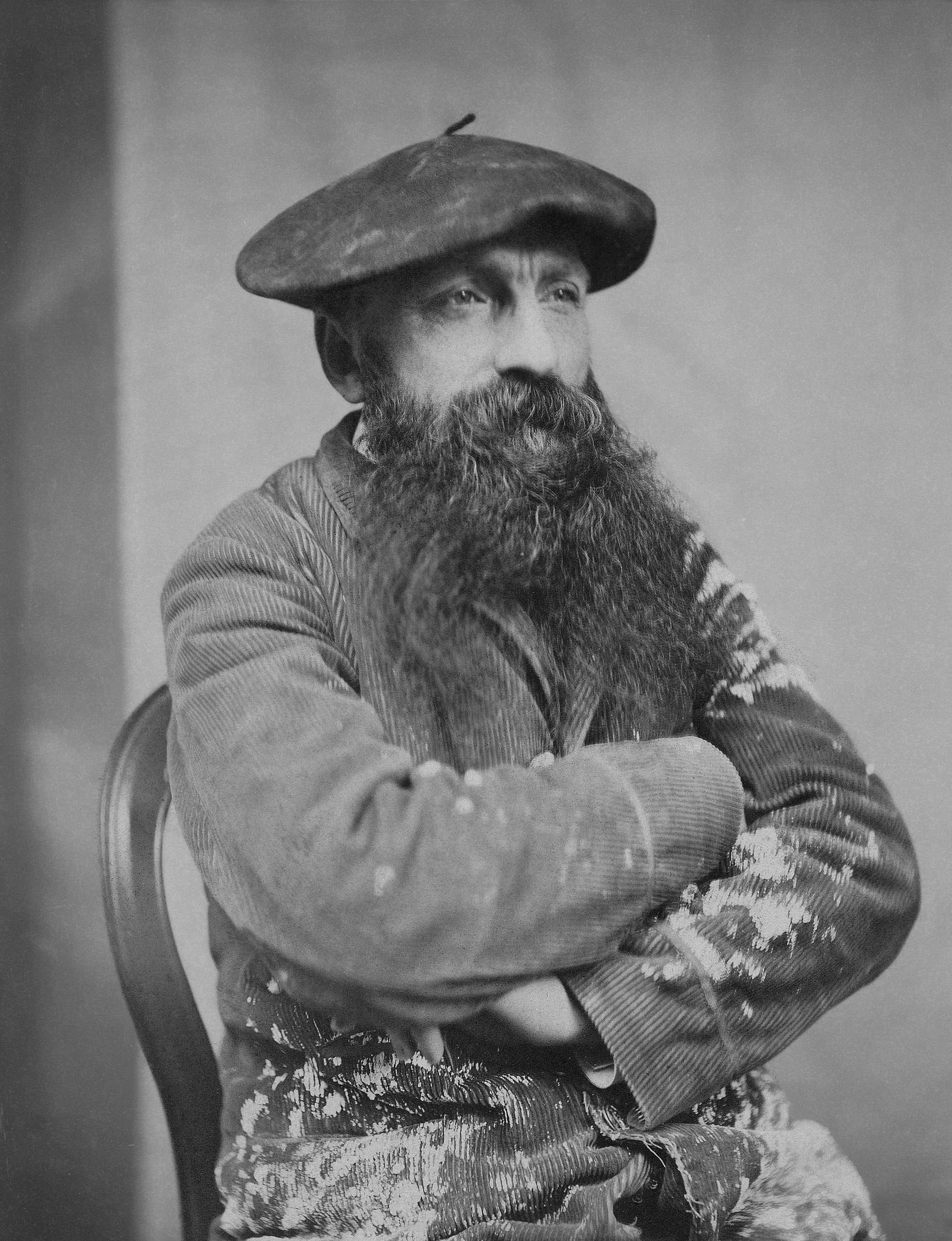
Auguste Rodin, escultor francês (1840–1917)
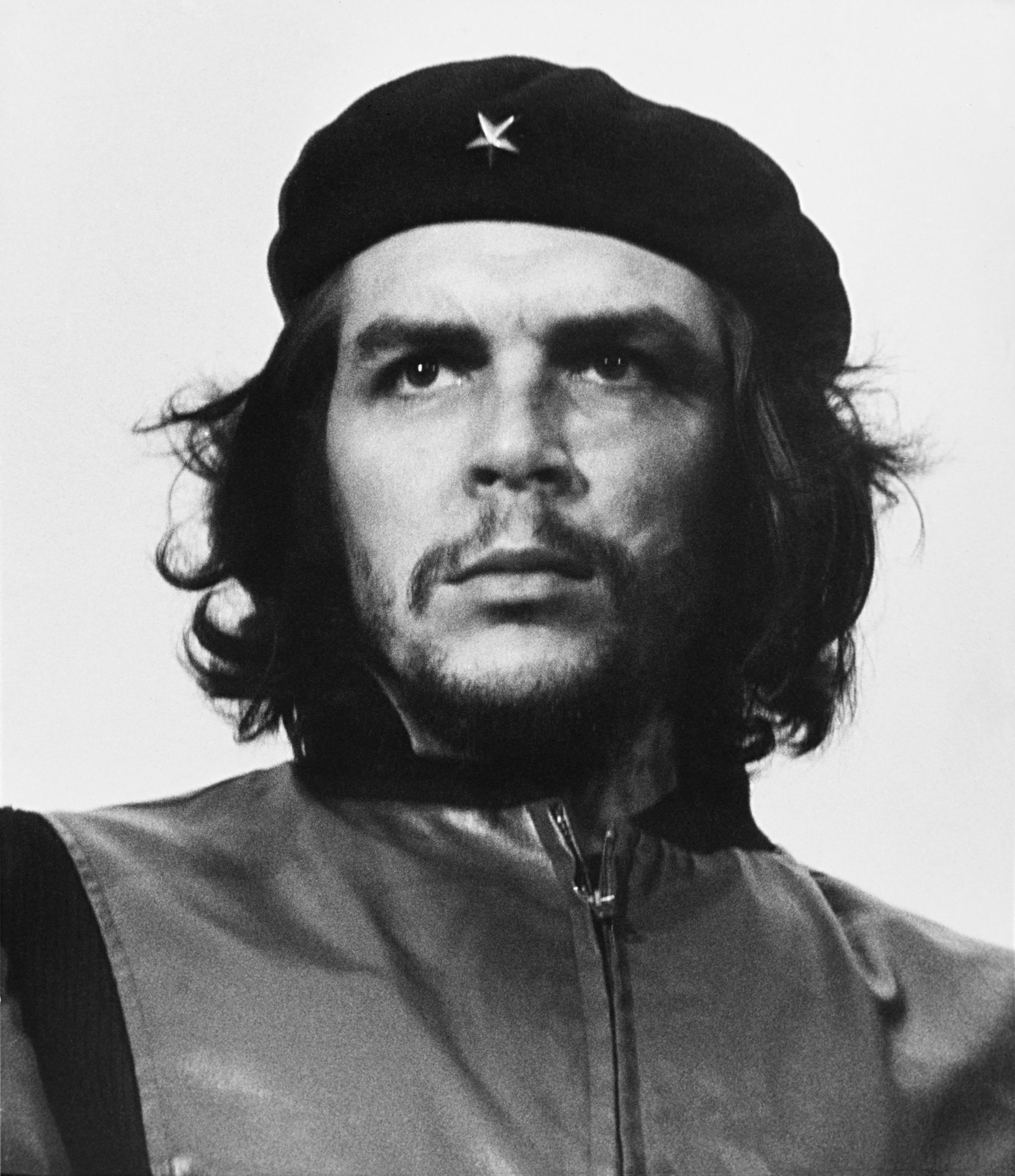
Che Guevara
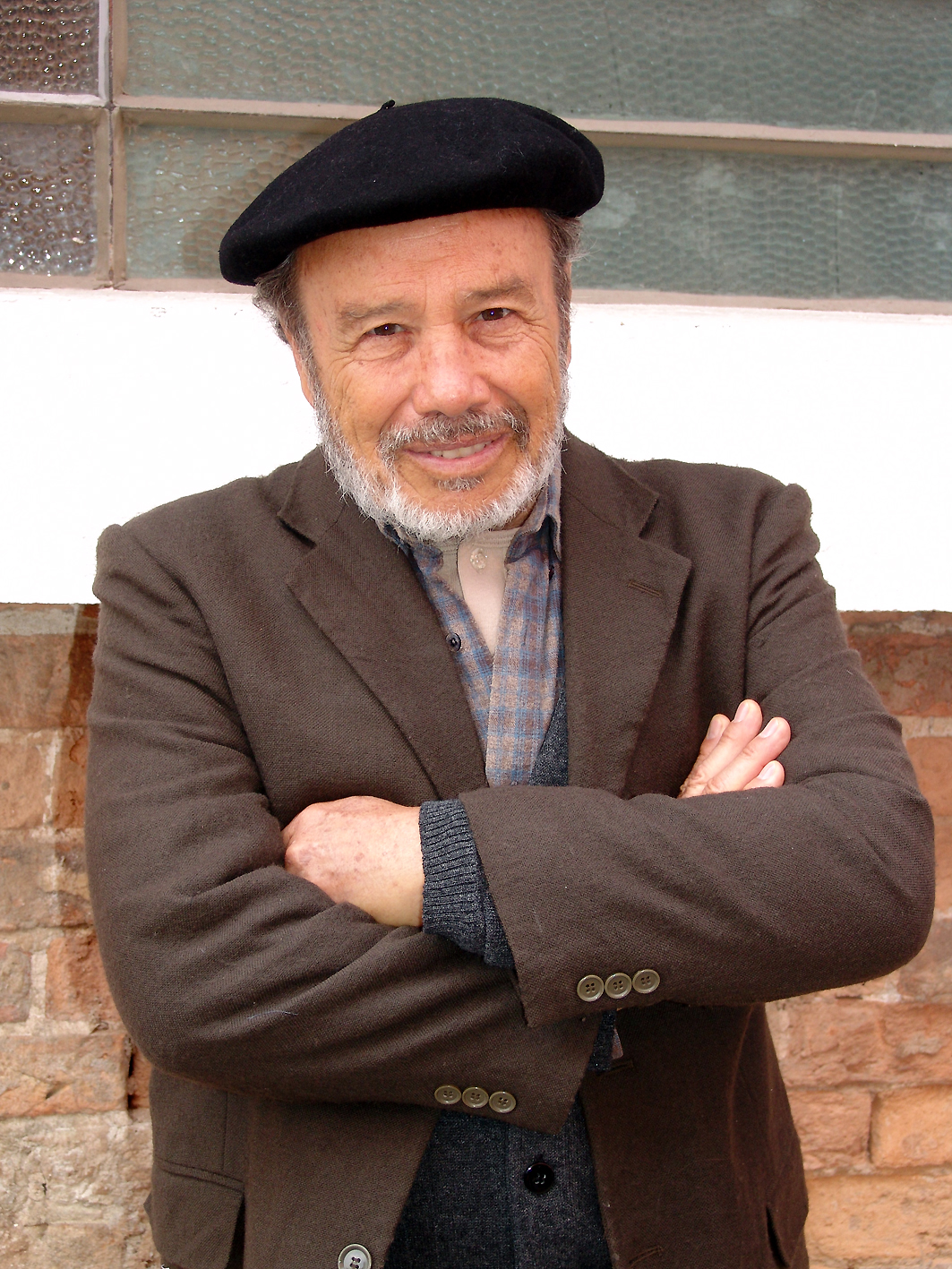
Stênio Garcia, ator brasileiro
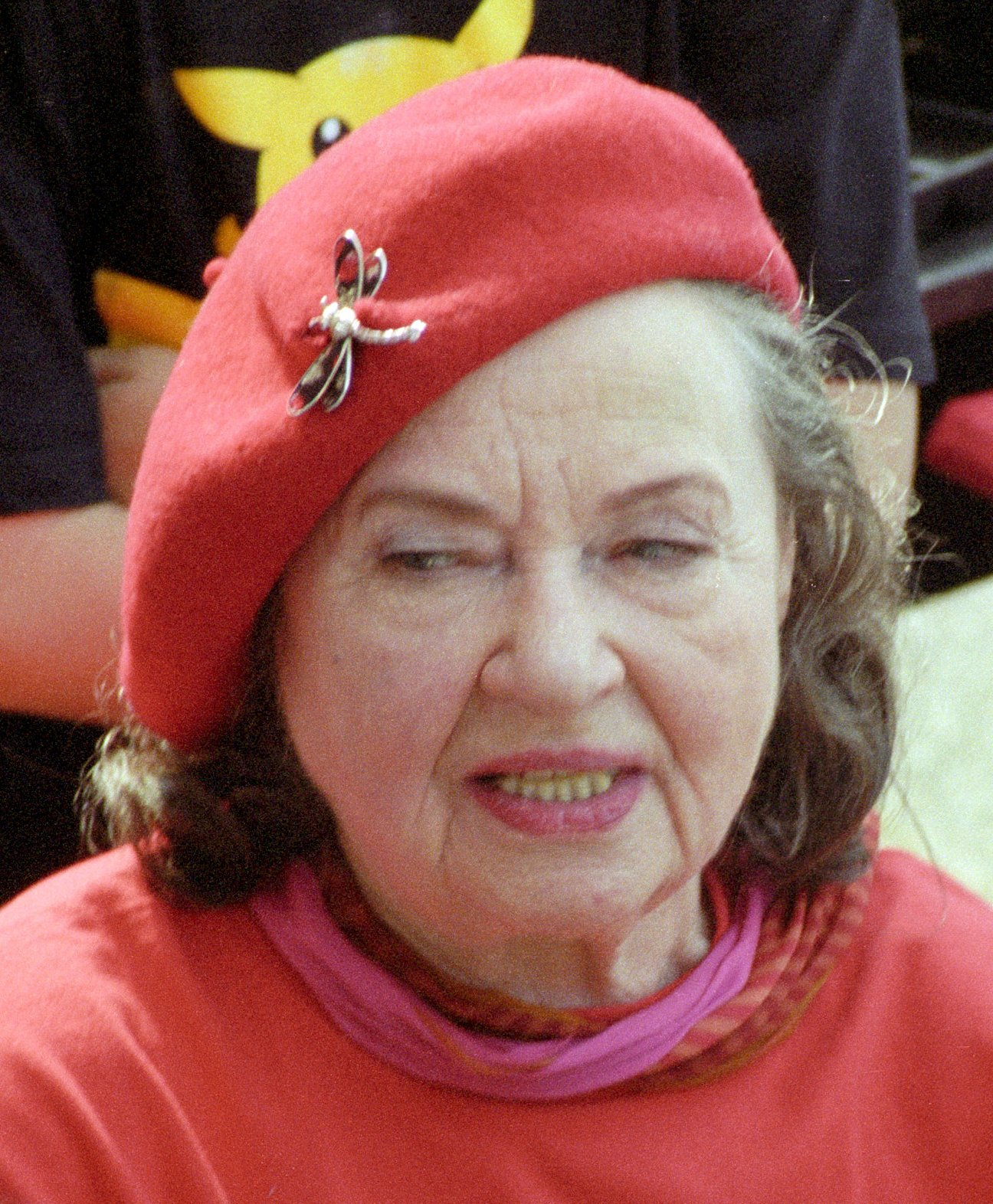
Tana Schanzara, atriz alemã
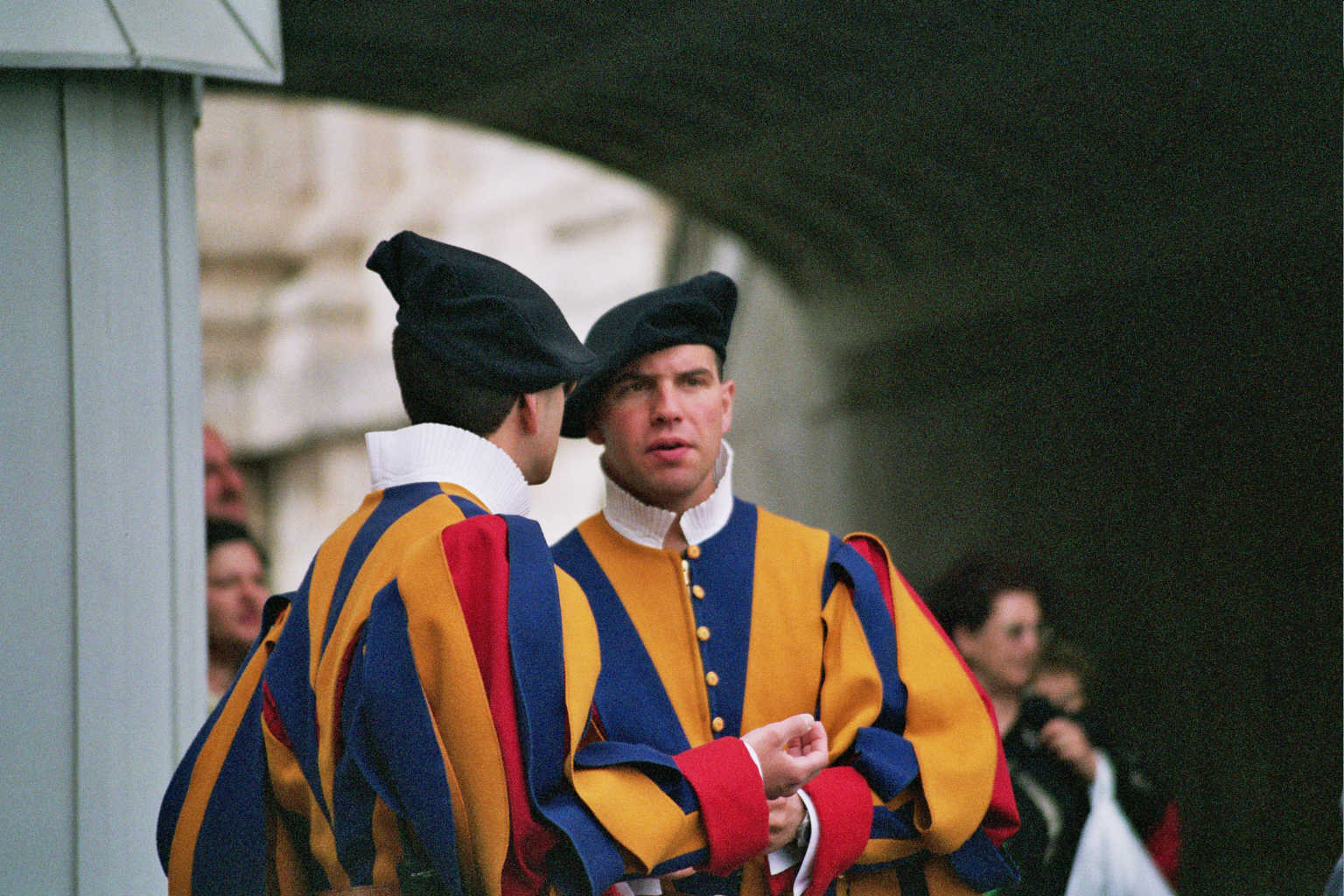
Guarda Suíça do Vaticano
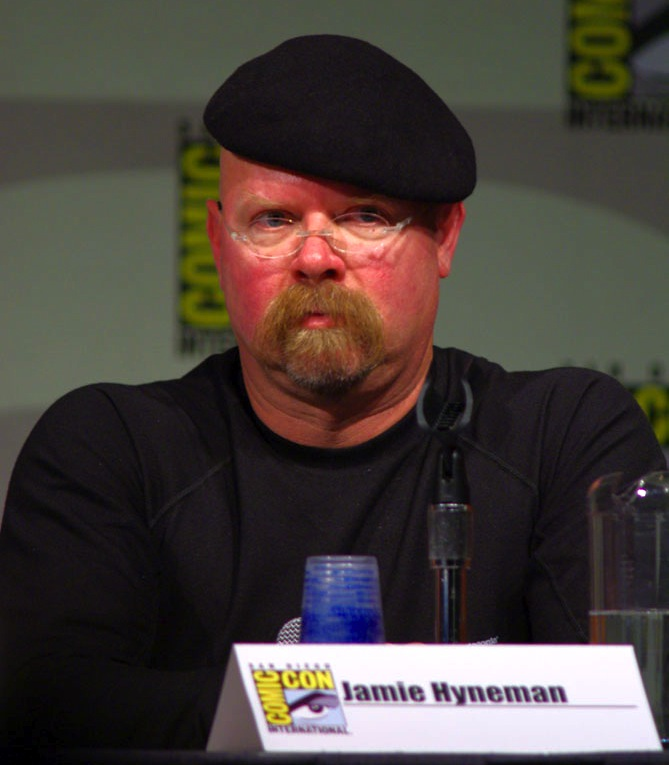
Jamie Hyneman, apresentador do programa Os Caçadores de Mitos